# Tatsuo Hori
Pour les articles homonymes, voir Hori.
Tatsuo Hori (堀 辰雄, Hori Tatsuo, 28 décembre 1904 à Tōkyō - 28 mai 1953) est un écrivain japonais et poète de la première moitié du XXe siècle. Hori est également traducteur.

## Biographie
Tatsuo Hori est très tôt attiré par l'Europe. Disciple d'Akutagawa Ryūnosuke et ami de nombreux écrivains et poètes, il traduit Apollinaire et Jean Cocteau, lit et fait connaître Gide, Proust, Rainer Maria Rilke, et Mauriac. Comme celle de ses contemporains européens, son œuvre se caractérise par la place importante qu'y occupent les thèmes autobiographiques. Hori Tatsuo, à l'instar d'autres auteurs du début de l'époque moderne, tel son maître Akutagawa Ryūnosuke, mais aussi Tanizaki Jun'ichirô, fut largement inspiré par la littérature classique japonaise.
Auteur de Le vent se lève, au titre inspiré par Paul Valéry dans Le Cimetière marin, évocation de la mort d'une fiancée tuberculeuse, pleine de sensibilité ineffable, et de références aux poètes et écrivains européens, dont Thomas Mann et Rainer Maria Rilke, et japonais.
Hori meurt lui-même de la tuberculose après plusieurs séjours en sanatorium.

## Œuvres
- Sei Kazoku (La sainte famille (聖家族?), 1932)
- Utsukushii Mura (Beau Village (美しい村?), 1933)
- Kaze Tachinu (Le vent se lève (風立ちぬ?), 1936–37) Gallimard 1993
- Kagerou no Nikki ((かげろふの日記?), 1937)
- Naoko (Naoko (菜穂子?), 1941)
- Arano (Arano (曠野?), 1941)
- Younen Jidai (Enfance (幼年時代?), 1942)